# Honda NC 700 S
Die NC 700 S ist ein teilverkleidetes Motorrad des japanischen Fahrzeugherstellers Honda. Die Verkaufsbezeichnung NC steht für New Concept, der interne Modellcode lautet RC 61. Die Maschine gab es in drei Varianten S, SA (mit ABS) und SD (mit DTC und ABS).

## Motorisierung
Die NC 700 S und ihre beiden Schwestermodelle der NC-Baureihe haben jeweils den gleichen Motor, einen langhubigen Reihenzweizylinder mit 670 cm³ Hubraum und 90° Hubzapfenversatz. Die zwei Zylinder haben eine Bohrung von 73 mm Durchmesser, die Kolben einen Hub von 80 mm bei einem Verdichtungsverhältnis von 10,7 : 1. Zugrunde liegt der Motor aus dem Kleinwagen Honda Jazz, der auf zwei Zylinder reduziert und für den Einsatz in einem Motorrad optimiert wurde. Dabei wurden z. B. die Kolben und Teile des Ventiltriebs übernommen. Die Leistungseigenschaften des Motors ähneln daher mehr denen eines Autos, mit einer Drehzahlbegrenzung auf 6500/min und relativ hohem Drehmoment im unteren und mittleren Drehzahlbereich.
Unter anderem daraus resultiert auch der geringe Kraftstoffverbrauch des Motorrads: Angegeben sind 3,7 l/100 km, gemessen im WMTC-Modus (worldwide-harmonized motorcycle testcycle). Die Zeitschrift Auto Zeitung gibt den durchschnittlichen Verbrauch mit 4,3 Liter auf 100 km an. Der Reihenzweizylinder ist um 62 Grad nach vorne geneigt, was eine gute Schwerpunktlage und niedrige Einbauhöhe ermöglicht. Um die Zahl der Bauteile im Motor zu verringern, werden Öl- und Wasserpumpe direkt angetrieben.
Das Motorrad beschleunigt in 5,8 Sekunden von 0 auf 100 km/h und erreicht eine Höchstgeschwindigkeit von 160 km/h.

## Konzept
Von Honda in Auftrag gegebene Marktumfragen ergaben, dass Motorräder in über 90 % der Zeit bei einer Geschwindigkeit von unter 140 km/h und bei Motordrehzahlen von unter 6000/min bewegt werden. Daraufhin entwickelte Honda ein für diese Nutzungsbereiche ausgelegtes, günstiges Motorrad. Auch die restlichen Eigenschaften des Motorrades sind auf die Alltagsbewältigung ausgelegt. So sitzt an der Stelle, wo normalerweise der Tank ist, ein Helmfach und der Tank wurde ins Heck verlagert, das den niedrigen Schwerpunkt mit ermöglicht.
Die NC 700 S hat die gleiche Plattform wie das Crossover Bike NC 700 X (RC 63) und der Großroller Honda NC 700 D Integra (RC 62). Um Entwicklungs- und Fertigungskosten zu senken, übernahm Honda Motors das aus dem Automobilbau bekannte Baukastenprinzip und schuf so drei unterschiedliche Modelle, deren Motor, Rahmen, Kraftstofftank und Bedienelemente weitgehend gleich sind. Zudem überschneiden sich die Modelle auch mit dem Motor des Honda Jazz, sodass Teile dessen auch hier verwendet werden konnten.

## Unterschiede zu den Schwestermodellen
Die Honda NC 700 S unterscheidet sich von der Honda NC 700 X durch ihren Verwendungszweck. Die Honda NC 700 S hat eine niedrigere Sitzhöhe und geringe Federwege. Sie ist deshalb mehr für die Landstraße und sportlicheres Fahren gebaut als die Honda NC 700 X. Diese kann jedoch wie die meisten Crossover ein Stück weit auch im Gelände eingesetzt werden.